# Timothy Conigrave
Timothy Fairfax Conigrave (19 de novembro de 1959 – 18 de outubro de 1994) foi um ator, ativista e autor australiano do livro de memórias internacionalmente aclamado, Holding the Man.

## Educação e carreira
Conigrave nasceu em Melbourne e frequentou o Xavier College, administrado por jesuítas, e mais tarde a Universidade Monash, onde apareceu em A Man's a Man de Bertolt Brecht, e 1789, de Ariane Mnouchkine. Após a formatura, ele trabalhou no Centro de Artes Juvenis de St Martin. Sob a direção de Helmut Bakaitis, Alison Richards e Val Levkowicz, ele atuou nas produções itinerantes de The Zig & Zag Follies, Cain's Hand e Quick-Eze Cafe. Em julho de 1981, ele se apresentou na produção de Bold Tales do Australian Performing Group (APG) no The Pram Factory, sob a direção de Peter King. Também em 1981, ele trabalhou em Saved da Guild Theatre Company, de Edward Bond, e completou sua primeira peça, The Blitz Kids, que foi apresentada no La Mama Theatre (Adelaide) em agosto daquele ano.
Conigrave mais tarde mudou-se para Sydney para estudar no National Institute of Dramatic Art (NIDA), graduando-se em 1984. Dois anos depois, ele foi fundamental no início do aclamado projeto Soft Targets (1986) na Griffin Theatre Company de Sydney, onde por um período atuou em do Conselho de Administração.
Ele apareceu em peças como Brighton Beach Memoirs, As Is e On Top of the World. Ele também foi dramaturgo, produzindo obras como Thievy Boy, Like Stars in My Hands e The Blitz Kids.
Ele foi membro do The Globos, um grupo de cabaré de comédia musical, que se apresentou na boate Kinselas de Sydney em meados da década de 1980. E no final da década de 1980 e início da década de 1990, ele foi Oficial de Educação de Pares no Conselho de AIDS de NSW (ACON), dirigindo o projeto Diversão e Estima.

## Memórias

### Livro
Sua principal obra, o autobiográfico Holding the Man (1995), é a história de seu relacionamento de 15 anos com John Caleo. Eles se conheceram quando eram estudantes no Xavier College; Caleo era capitão do time australiano de futebol e Conigrave queria ser ator. Conigrave terminou o livro pouco antes de morrer de uma doença relacionada à AIDS. O livro foi publicado pela Penguin Books na Austrália em fevereiro de 1995, e também na Espanha e na América do Norte. Ganhou o Prêmio das Nações Unidas de Não-Ficção em 1995.

### Peça
Holding the Man foi adaptado para uma peça premiada de Tommy Murphy. A produção de estreia foi dirigida por David Berthold da Griffin Theatre Company. Posteriormente, teve uma temporada de retorno no Griffin, de fevereiro a março de 2007, onde também esgotou, antes de ser transferido para a Ópera de Sydney para uma terceira temporada com ingressos esgotados, de 9 a 26 de maio de 2007. A Companhia B no Belvoir St Theatre apresentou um quarta temporada, de 22 de setembro a 4 de novembro de 2007. Uma quinta temporada foi exibida no Brisbane Powerhouse no início de março de 2008, com uma sexta sequência como parte da temporada de 2008 da Melbourne Theatre Company, de 19 de março a 26 de abril de 2008. Em 2010, foi exibida no Trafalgar Studios de Londres. Também houve produções em São Francisco, Auckland, Nova Zelândia e, mais recentemente, uma produção de 2014 em Los Angeles dirigida por Larry Moss e apresentando Nate Jones, Adam J. Yeend, Cameron Daddo e Roxane Wilson, bem como uma temporada de sucesso em no verão de 2018 na Pride Films and Plays de Chicago.

### Filme
Em 27 de agosto de 2015, uma versão cinematográfica de Holding the Man estreou nos cinemas de toda a Austrália. O filme é dirigido por Neil Armfield e conta com Ryan Corr (Tim) e Craig Stott (John).
Um documentário baseado na vida de Tim Conigrave e John Caleo, Remembering the Man, estreou no Festival de Cinema de Adelaide no domingo, 18 de outubro de 2015. ArtsHub aplaudiu o filme como "poderoso e envolvente; uma homenagem adequada a Tim Conigrave, o autor de um ur-texto da pandemia de AIDS, e seu marido, John Caleo." The Guardian disse que "este filme vai direto (por assim dizer) para a sala de bilhar gay" quando colocou Remembering the Man em sua lista dos 10 melhores filmes LGBT da Austrália. FilmInk chamou o filme de "documentário lindamente elaborado" e observou que "Apesar da tragédia que está no cerne deste documentário, ele, como Holding The Man, é um filme peculiarmente edificante e esperançoso. Até mesmo operístico. Tim teria gostei disso." Remembering the Man ganhou o Audience Awards de melhor documentário no Festival de Cinema de Adelaide 2015, Mardi Gras Film Festival de Sydney 2016 e Melbourne Queer Film Festival 2016. O filme também ganhou o Prêmio David McCarthy de melhor documentário no Melbourne Queer Film Festival 2016, o prêmio do júri de melhor documentário no MiFo LGBT Festival 2016 e o prêmio de Melhor Documentário (Biografia) no ATOM Awards de 2015. Os diretores do documentário, Nickolas Bird e Eleanor Sharpe, foram indicados para melhor direção de documentário no Australian Director's Guild Awards de 2016.

## Créditos teatrais

### Como ator
| Ano                      | Título                             | Personagem           | Tipo                                                                       |
| ------------------------ | ---------------------------------- | -------------------- | -------------------------------------------------------------------------- |
|                          | Man Equals Man                     |                      | Universidade Monash                                                        |
|                          | 1789                               |                      | Universidade Monash                                                        |
| 1980                     | The Zig & Zag Follies              |                      | Produção em turnê                                                          |
|                          | Cain's Hand                        |                      | Produção em turnê                                                          |
|                          | Quick-Eze Cafe                     |                      | Produção em turnê                                                          |
| 1981                     | Saved                              | Barry                | Universidade de Melbourne com Guild Theatre Company                        |
| 1981                     | Bold Tales                         |                      | The Pram Factory com Australian Performing Group (APG)                     |
| 1983                     | Peer Gynt                          | Peer Gynt 5 / Pastor | NIDA Theatre                                                               |
| 1983                     | Ivanov                             |                      | NIDA Theatre                                                               |
| 1964                     | Welcome the Bright World           | Dr Mencken           | UNSW Parade Theatre                                                        |
| 1984                     | Pericles, Prince of Tyre\|Pericles | Cienon / Pescador    | UNSW Parade Theatre, Playhouse Canberra, Community Arts Theatre, Newcastle |
| 1984                     | Street Scene                       |                      | UNSW Parade Theatre                                                        |
| 1986                     | Brighton Beach Memoirs             | Stanley              | Comedy Theatre, Melbourne com The Fabulous Globos                          |
| 1987                     | Shadowlands                        | Diretor              | Bay Street Theatre                                                         |
|                          | As Is                              |                      | com The Fabulous Globos                                                    |
| Meados da década de 1980 | Shows de cabaré                    |                      | Boate Kinselas com The Fabulous Globos                                     |

### Como escritor/outro
| Ano  | Título                 | Personagem                                        |
| ---- | ---------------------- | ------------------------------------------------- |
| 1981 | The Blitz Kids         | Dramaturgo                                        |
|      | Thieving Boy           | Dramaturgo                                        |
|      | Like Stars in My Hands | Dramaturgo                                        |
| 1986 | Soft Targets           | Desenvolvedor                                     |
| 1986 | On Top of the World    | Coordenador de produção                           |
| 2006 | Holding the Man        | Autor (baseado nas memórias de Conigrave de 1995) |

## Livro
| Ano  | Título          | Tipo                   | Editor        |
| ---- | --------------- | ---------------------- | ------------- |
| 1995 | Holding the Man | Romance autobiográfico | Penguin Books |

## Vida e morte posteriores
Conigrave e Caleo foram diagnosticados com HIV em 1985. Eles permaneceram relativamente saudáveis até 1990. Em 1991, Caleo foi diagnosticado com câncer. Conigrave cuidou de Caleo, apesar de lutar contra a própria doença. John Caleo morreu no Dia da Austrália, 26 de janeiro de 1992, aos 31 anos. Tim Conigrave morreu em 18 de outubro de 1994, aos 34 anos.